# Oekraïense presidentsverkiezingen 1999
De Oekraïense presidentsverkiezingen van 1999 werden op 31 oktober (eerste ronde) en 14 november (tweede ronde) gehouden. De eerste ronde leverde geen beslissende winnaar op en de twee kandidaten met de meeste stemmen, zittend president Leonid Koetsjma (partijloos) en Petro Symonenko (KPU) namen het in de tweede ronde tegen elkaar op. Uiteindelijk kreeg Koetsjma bijna 58% van de stemmen tegenover Symonenko die bijna 39% van de stemmen kreeg. Koetsjma werd tot winnaar van de presidentsverkiezingen uitgeroepen tot winnaar.

## Uitslag
| Afbeelding                     | Afbeelding                     | Kandidaat                      | Partij                             | Stemmen (1e ronde) | % (1e ronde) | Stemmen (2e ronde) | % (2e ronde) |
| ------------------------------ | ------------------------------ | ------------------------------ | ---------------------------------- | ------------------ | ------------ | ------------------ | ------------ |
|                                |                                | Leonid Koetsjma                | Partijloos                         | 9.598.672          | 36,49        | 15.870.722         | 57,70        |
|                                |                                | Petro Symonenko                | Communistische Partij van Oekraïne | 5.849.077          | 22,24        | 10.665.420         | 38,77        |
| Overige kandidaten             | Overige kandidaten             | Overige kandidaten             | Overige kandidaten                 | 6.667.646          | 35,34        |                    |              |
| Tegen alle kandidaten          | Tegen alle kandidaten          | Tegen alle kandidaten          | Tegen alle kandidaten              | 477.019            | 1,81         | 970.181            | 3,53         |
| Ongeldige stemmen              | Ongeldige stemmen              | Ongeldige stemmen              | Ongeldige stemmen                  | 1.038.749          | -            | 706.161            | -            |
| Totaal                         | Totaal                         | Totaal                         | Totaal                             | 26.305.198         | 100,00       | 28.212.484         | 100,00       |
| Geregistreerde kiezers/Opkomst | Geregistreerde kiezers/Opkomst | Geregistreerde kiezers/Opkomst | Geregistreerde kiezers/Opkomst     | 37.498.630         | 70,1         | 37.680.581         | 74,9         |
| Bron: Nohlen et al.            |                                |                                |                                    |                    |              |                    |              |